# Kanonierki typu PGM-1
Kanonierki typu PGM-1 – typ ośmiu kanonierek, przebudowanych ze ścigaczy okrętów podwodnych typu SC-497, używanych przez US Navy podczas II wojny światowej. Okręty stworzono, by wspomagać kutry typu PT w działaniach na Pacyfiku, lecz okazały się za wolne, żeby móc je efektywnie wspierać. Typ PGM-1 został zastąpiony przez (również zbyt wolny) typ PGM-9, który został przydzielony do wspierania trałowców.
PGM-7 był jedyną kanonierką typu PGM-1 utraconą w czasie wojny. Pozostałe zostały przekazane Foreign Liquidation Commission w maju 1947 roku. Ich dokładny los jest nieznany.